# Thomas Hazart
Thomas Hazart (? - 28 avril 1610) était un sculpteur sur bois malinois dont les œuvres sont considérées comme gothiques mais dont les dernières productions préfigurent le style baroque. Sa signature était une étoile à six rais gravée dans un endroit discret de l’œuvre.

## Liste d’œuvres
- à Bruxelles, Musées royaux d'art et d'histoire, section « arts décoratifs européens » :
  - une Madone[1],
  - un saint Antoine ;
- à Evere, Église Saint-Vincent, la Sainte Vierge et l'Enfant ;
- à Gierle, église Saint-Pierre (Sint-Pieterkerk), Sedes sapientiae (Onze-Lieve-Vrouw met Kind)[2] ;
- à Haacht, église Saint-Rémy (Sint-Remigiuskerk) :
  - sainte Anne (Helige Anna),
  - sainte Gertrude (Sint Gertrudis) ;
- à Malines :
  - Klapgat[3], les Trois dormeurs,
  - chapelle Saint-Joseph (Sint-Jozefkapel) dans l'église Sainte-Catherine (Sint-Katelijnekerk), sainte Catherine (Sint-Katelijne)[4].
- à Ternat, église Sainte-Gertrude (Sint-Gertrudiskerk), un Triomphe de la Croix (Triomfkruis) ;
- à Vilvorde, cloître des Carmélites de Notre Dame de Troost (klooster van Onze-Lieve-Vrouw van Troost), dans le couloir menant à la sacristie, une Mise au tombeau (De graflegging)[5].